# Serida excisa
Serida excisa är en insektsart som beskrevs av Melichar 1915. Serida excisa ingår i släktet Serida och familjen Lophopidae. Inga underarter finns listade i Catalogue of Life.